# Prudencio Giménez
Prudencio Giménez (Villarrica, 1907 - Moreno, 1978) fue un músico paraguayo e intérprete del arpa paraguaya.

## Juventud y educación
Nació en Villarrica el 11 de mayo de 1907 en el barrio llamado en aquel entonces Cancha Cué, actualmente Santa Librada. Comenzó sus estudios musicales a los 10 años, aprendiendo a tocar la flauta con el maestro Eloy Martínez. Además estudió otras disciplinas musicales con los docentes de su ciudad natal como Cirilo Cáceres Zorrilla, Francisco Giménez y Simeón Carísimo, siendo sus compañeros Trifón Benítez Vera, Emilio Cubas, Dr. Roque Bojanovich y Lidio Zaputovich.
A los 15 años se trasladó a Encarnación y cruzó la frontera para trabajar en Posadas, Misiones en oficios como chofer durante el día y de músico durante la noche. De esta manera pudo hacerse camino a Buenos Aires donde buscaba realizar mayores estudios en el área musical.
Se alistó a la banda de música del ejército argentino en Campo de Mayo pero luego de dos años fue despedido por no tener documentos y por no querer adoptar la nacionalidad argentina. Luego se dedicó a ser baterista bastante tiempo como para continuar su aprendizaje en la música y cumplir su meta de hacerse profesional como guitarrista.

## Vida profesional
Se presentó y grabó con Herminio Giménez, Samuel Aguayo, Mara Morínigo, Sara Benítez, Raquel Martínez, Dúo Martínez-Cardozo, Félix Pérez Cardozo y Gumersindo Ayala Aquino. Aparte de esto fue acompañante de la orquesta de Feliciano Brunelli, Dúo Gómez-Vila, Oscar Alonso, Nelly Omar y Hugo del Carril. Con este último realizó una gira por Estados Unidos y Latinoamérica.
Su dinamismo artístico y musical lo llevó a incursionarse en la ejecución y composición de obras para arpa paraguaya, cambiando la especialidad de guitarra. De esta manera compuso obras entre las más célebres y recordadas del arpa nacional como Nelly, Susanita, Caturi Abente, Recuerdos del Disquesito, Una canción para mi madre, Mi sueño, Ruperta abrime la puerta, Santiago A. Roca.
Canturi Abente fue compuesta en honor al nacimiento de la primera hija de su amigo Carlos Federico Abente. Con letra de Abente compuso la guarania Islaveña.

## Últimos años
En 1956 Giménez retornó a Paraguay y conformó un nuevo grupo musical junto a las voces y guitarras de jóvenes músicos de la época como Pedro Leguizamón. Integró un conjunto con los miembros de su familia, su esposa Olga Arregui y sus hijos Alfredo y Carlos. Este conjunto representó una de sus últimas actividades artísticas. El grupo musical duró hasta que Prudencio murió el 23 de octubre de 1988.